# Omphaletis malacopis
Omphaletis malacopis là một loài bướm đêm trong họ Noctuidae.